# Alina, regina di Golconda
Alina, regina di Golconda è un'opera in 2 atti di Gaetano Donizetti su libretto di Felice Romani. Fu rappresentata per la prima volta al Teatro Carlo Felice di Genova il 12 maggio 1828. Una versione riveduta andò in scena al Teatro Valle di Roma, 10 ottobre 1829.
Gli interpreti delle prime rappresentazioni furono:
| Ruolo    | Interprete (12 maggio 1828) | Interprete (10 ottobre 1829) |
| -------- | --------------------------- | ---------------------------- |
| Alina    | Serafina Rubini             | Annetta Fischer              |
| Fiorina  | Carolina De Vincenti        | Agnese Loyselet              |
| Seide    | Giovanni Battista Verger    | Pietro Gentili               |
| Volmar   | Antonio Tamburini           | Federico Crespi              |
| Belfiore | Giuseppe Frezzolini         | Filippo Spada                |
| Hassan   | Antonio Crippa              |                              |

## Trama
La scena è in India, nel regno di Golconda.

### Atto I
Alina, umile ragazza di campagna, viene catturata dai pirati e condotta nel regno di Golconda, dove il vecchio re si innamora di lei, la sposa e poco dopo muore, lasciandola vedova e regina. I sudditi le chiedono di trovare un altro marito, e Seide, nobile e bello, emerge come il candidato più probabile. Alina però non riesce a dimenticare un precedente innamorato, Ernesto Volmar, un ufficiale dell'esercito francese; ciononostante, sta per annunciare la sua scelta, quando si odono tre colpi di cannone e giunge una nave francese. L'ambasciatore è Volmar, tormentato dal ricordo della ragazza che gli è stata strappata.
Alina viene presa da una gioia e un'eccitazione frenetici. I suoi sentimenti vengono compresi solo dall'amica francese Fiorina, anch'essa rapita dai pirati. Fiorina ha lasciato un marito, Belfiore, con il quale litigava sempre, e non sa se desiderare di rivederlo o temere questo incontro. Per una curiosa coincidenza, l'aiutante di campo di Volmar è proprio Belfiore.
Alina decide di mettere alla prova l'amore di Volmar: naturalmente, egli non sa che lei è la regina. Da prima, fa in modo che Volmar senta la sua voce mentre ella stessa si nasconde tra le proprie schiave. Volmar è stupito e incantato, ma Alina e Fiorina spiegano che è normale per un viaggiatore in una terra straniera sentire voci che gli ricordano quelle della madrepatria. Anche Belfiore ha udito la voce di Fiorina, ma ha reagito con orrore. In seguito, Alina nomina Volmar re, ma, come lei sperava, egli rifiuta, volendo restare fedele alla memoria della ragazza che amava. Nel frattempo, Seide si è facilmente reso conto dell'amore di Alina per Volmar e, guidato dalla gelosia, incita i suoi seguaci a ribellarsi.

### Atto II
Per la prova finale, Alina ricostruisce i giardini in Provenza nei quali lei e Volmar si incontrarono la prima volta, spiegandogli che tutto ciò che è successo è stato un sogno. Egli è inizialmente incredulo, ma poi si abbandona all'amore. Fiorina decide di sottoporre Belfiore alla stessa prova, dicendogli che Golconda e tutto ciò che vi è accaduto è stato un sogno seguito a un'abbondante bevuta. Belfiore racconta il suo "sogno", aggiungendovi numerosi dettagli di conquiste amorose.
Nel frattempo, la rivolta di Seide è scoppiata. Le due ragazze devono chiedere aiuto a Volmar e Belfiore, rivelando loro la verità. Seide irrompe e affronta Alina. La supplica di amarlo, ma al suo rifiuto la getta in prigione. Volmar però, ora che sa chi è realmente Alina, ritorna con i francesi, sconfigge le truppe di Seide e installa nuovamente Alina sul trono. Alina è commossa per l'affetto dimostratole dal popolo, ma l'opera termina con un suo appassionato canto d'amore per Volmar (Eri di notte il sogno, eri il pensier del di)

## Struttura musicale
- Sinfonia

### Atto I
- N. 1 - Introduzione Or che da te rimuovi (Coro, Alina, Hassan, Fiorina, Seide)
- N. 2 - Duetto fra Belfiore e Volmar Bel paese, ciel ridente
- N. 3 - Quartetto fra Alina, Fiorina, Volmar e Belfiore Insiem si consultano (Alina, Fiorina, Volmar, Belfiore, Hassan)
- N. 4 - Aria di Seide Dunque invan mi lusingai (Seide, Coro)
- N. 5 - Finale I Fra quante il mar dell'India (Coro, Volmar, Alina, Belfiore, Fiorina, Seide)

### Atto II
- N. 6 - Aria di Fiorina Più d'Alina impaziente (Fiorina, Coro)
- N. 7 - Coro e Duetto fra Volmar ed Alina Andiam: cogliamo i grappoli - Sei pur tu che ancor rivedo? (Coro, Volmar, Alina)
- N. 8 - Aria di Belfiore Io sognai che disperato (Belfiore, Fiorina, Coro)
- N. 9 - Duetto fra Seide ed Alina Io t'amo Alina, io t'amo
- N. 10 - Coro ed Aria Finale di Alina Ma più presso, ma più forte (Coro, Alina, Volmar, Belfiore, Fiorina)

## Discografia
| Anno | Cast (Alina, Fiorina, Seide, Volmar)                        | Direttore, Orchestra e Coro | Etichetta                                                             |
| ---- | ----------------------------------------------------------- | --- | --------------------------------------------------------------------- |
| 1987 | Daniela Dessì, Adelisa Tabiadon, Rockwell Blake, Paolo Coni | Antonello Allemandi, Orchestra Sinfonica dell'Emilia-Romagna "Arturo Toscanini" e Gruppo Giovanile della Cooperativa «Artisti del Coro» del Teatro Regio di Parma (Registrazione effettuata al Ravenna Festival, 15-17 luglio) | Audio CD: Nuova Era Cat: 033.6701, DVD: House of Opera Cat: DVDCC 136 |